# Església de Sant Esteve (València)
L'església de Sant Esteve és una de les més antigues de la ciutat, ja present en la immediata conquesta de Jaume I. Es troba al barri de la Xerea, a la plaça de Sant Esteve, cantonada amb el carrer dels Venerables, a la ciutat de València, l'Horta, País Valencià.

## Evolució historicoartística
Sant Esteve fou una de les deu esglésies consagrades per Pere d'Albalat, arquebisbe de Tarragona el 1238, i ocupa el solar d'una mesquita. El 1276, ja existiria una nova església, ja que en aquesta data totes les esglésies, menys la de Sant Tomàs, que encara era mesquita, s'havien fet de nova planta.
Fins a l'any 1472, no s'hi realitzà cap obra; ara es renova la capçalera, començant així una sèrie d'intervencions que s'allargaren fins a la meitat del segle xvi. El 1504, consta que el mestre Joan Corbera cobria novament el presbiteri. Aquestes obres continuades sembla que només afectaren la capçalera i, el 1514, es decidí la reconstrucció de tot de l'edifici, decisió impulsada per la confraria de Noatris establerta a la parròquia i alguns nobles. El dos de maig del mateix any, es col·locava la primera pedra del primer tram de la nova nau (el presbiteri es conservà, però la nau s'hi feu des dels fonaments); el dos de març de l'any següent, s'allargà la construcció amb l'obra dels trams següents. Les capitulacions es contractaren amb el mestre picapedrer Fernando de León, potser parent d'Alfonso de León, que treballava aleshores a la Llotja; els dos constaven des del 1495 com a membres del gremi de picapedrers de la ciutat. Aquest es va comprometre a la reconstrucció dels dos trams següents seguint el sistema del primer que s'havia fet, amb nau única i capelles laterals, continuant la renovació fins a reconstruir tot el temple.
Sant Esteve, com la majoria d'esglésies valencianes, es configurava com un temple amb nau única, de sis trams, capelles entre els contraforts, sense creuer, presbiteri poligonal i coberta amb volta de creueria.
A començaments del segle següent, l'església es trobava en mal estat, i s'escometria la reconstrucció que li donarà gran part de l'aspecte actual. El 1604, l'amenaça de ruïna de les voltes del presbiteri i la nau principal obligà a realitzar obres de consolidació que no evitaren el deteriorament dels murs. Cap al 1607, la parròquia va decidir convocar experts amb la funció de decidir com es continuarien les obres. Aquestos experts, els millors mestres d'obra i picapedrers del moment, després de visurar l'edifici, aconsellaren fer obres generals i no petites reparacions. Fins que el març de l'any següent es decideix començar per la capella major i el tram de la nau següent, amb les capelles corresponents, tot havia de ser alçat de nova planta.
La nova obra seguia les traces donades per l'arquitecte Francesc Anton, que serviria de base per a redactar els mateixos capítols fets també per Anton i per Tomàs Panes. Francesc Anton ja tenia una gran experiència com a mestre d'obres i tracista, car ja havia dissenyat el cimbori del segon creuer de l'Hospital, el convent de caputxins de la Sang i havia participat en la construcció d'altres edificis, com l'església de la Companyia. La capitulació es pacta el 3 d'agost del mateix any, amb el mestre de maçoneria Alonso Orts i amb el mestre picapedrer Guillem del Rei.
La capçalera es tornà a construir amb forma poligonal de cinc costats, igual que altres esglésies que s'havien reformat al mateix temps, com la de Sant Andreu. El seu cobriment es feia amb creuers i set claus construïdes en pedra, mentre que els plements eren de rajola tapiada (d'acord amb les tècniques que s'estaven imposant a València i que Anton ja havia emprat). Aquestes dues tècniques expliquen la presència de dos mestres a les capitulacions; Alonso Orts ja havia realitzat voltes de rajola amb Guillem Roca al claustre del col·legi del Patriarca; i Guillem del Rei, picapedrer expert i especialista a dur a terme les traces d'altres, com el claustre de la cartoixa de Portaceli i les obres del Patriarca. Les propostes per a Sant Esteve eren similars a les fetes a l'església de Sant Andreu, també començada per la capçalera, el 1601, i que ampliava els seus trams des del 1608 amb el mateix Alonso Orts.
El presbiteri resultant s'ordenava mitjançant pilastres dòriques amb el seu entaulament corregut, amb un fris destacat, continuant amb les novetats que s'havien imposat des de la construcció de l'església de la Companyia. El tram continu i les capelles també seguien el mateix sistema, amb creueria i plements tapiats, encara que l'arc toral seria de mig punt.
De nou el 1613 es reclama la presència de Francesc Anton perquè, amb altres mestres, examinaren l'estat de l'edifici. El resultat fou una nova capitulació per a la reconstrucció de la resta de l'església, signada amb els obrers Jeroni Negret i Guillem Roca. Aquestos reberen pagaments el 1615 per l'obra dels tres últims trams, obres prolongades fins al 1618.
Així, la reconstrucció de Sant Esteve es feu seguint els esquemes formals de les esglésies valencianes (nau única, capelles entre els contraforts i capçalera poligonal), però les tècniques constructives i els perfils de les voltes fan notar que es tracta d'una obra de principis del segle xvii.
De cronologia semblant, seria la portada lateral de l'església, portada molt pareguda a la de l'església de Sant Andreu, també de la mateixa època (es capitulava el 1608). Consta d'un arc de mig punt flanquejat per pilastres dòriques que suporten un entaulament, tot de línies molt severes. El cos superior no és l'original; l'actual és del principi del segle xx, i té el relleu del sant titular. Hauria sigut semblant al de la portada de Sant Andreu, alhora que les dues s'assemblarien al cos superior, del 1603, de la portada del col·legi del Patriarca.
Com la gran majoria d'esglésies valencianes, el seu interior es va renovar posteriorment, entre 1679 i 1682, amb la peculiaritat que les voltes de creueria no s'ocultaren sota noves voltes i simplement s'aplicà una decoració a base d'esgrafiats combinats amb guixeries. L'autor del programa decoratiu es desconeix, però se saben els noms dels mestres que intervingueren en els treballs. Josep Gomar i el tallista Díez són els responsables dels esgrafiats; de les guixeries, se n'ocuparen Vicente Robira, Tomàs Artigues, Sebastià Martínez i el tallista Bauset, entre d'altres. Aquesta decoració es relaciona amb els programes fets per Juan Pérez Castiel, el qual també va combinar guixeries i esgrafiats en la capella de Santa Bàrbara de Sant Joan de l'Hospital (1685-86) i on també consta el treball de Vicent Robira. També el tallista Díez es podria identificar amb Gaspar Díez, que fou un arquitecte associat a Castiel en altres obres, també renovades amb guixeries, com l'església de Sant Pere d'Albalat de la Ribera, o la capella de la Comunió de l'església d'Onil.
Els esgrafiats de Sant Esteve són dels millors que es conserven a València; la majoria estan fets sobre un fons blau (també sobre roig i gris) i foren dissenyats amb una lògica compositiva. Les pintures blanques sobre gris estan situades en els elements estructurals (carcanyols de les pilastres, arcs faixons, l'intradós dels arcs de les capelles i als arcs formers de l'arrencament de les voltes), els esgrafiats sobre fons blaus se situen els plànols llisos sobre les capelles i els plements de les voltes, els de fons roig actuen com un contrapunt decoratiu al fris que recorre l'església.
Les guixeries es concentren a les pilastres, amb formes vegetals i caps d'angelets; a l'entaulament, amb anglets més grans sobre les capelles i altres de més menuts sobre les pilastres, tot envoltat per fullaraca. Entre aquestos, s'insereixen mènsules en el fris, també de formes vegetals. També s'estenen fins a la cornisa superior i les finestres, que es rematen amb caps d'àngels. Tota aquesta decoració de puttis i formes vegetals són semblants a les del presbiteri de la catedral de València, obra documentada de Pérez Castiel, feta entre 1671-1688, fet que afavoreix la idea que siga aquest mestre l'autor de la decoració de l'església.
El 1682, la confraria de Notaris feu construir tres capelles ubicades als peus de l'església, on la central n'és la més destacada i que conté la pila baptismal, on es batejaren Vicent Ferrer i Lluís Bertran, i es cobrí amb una cúpula amb llanterna. Una altra capella de l'església és la de la Comunió, acabada el 1696 segons es llig a la porta d'entrada. Aquesta capella té tres trams: el central cobert amb una cúpula sobre petxines i recoberta amb una gran quantitat de guixeries.

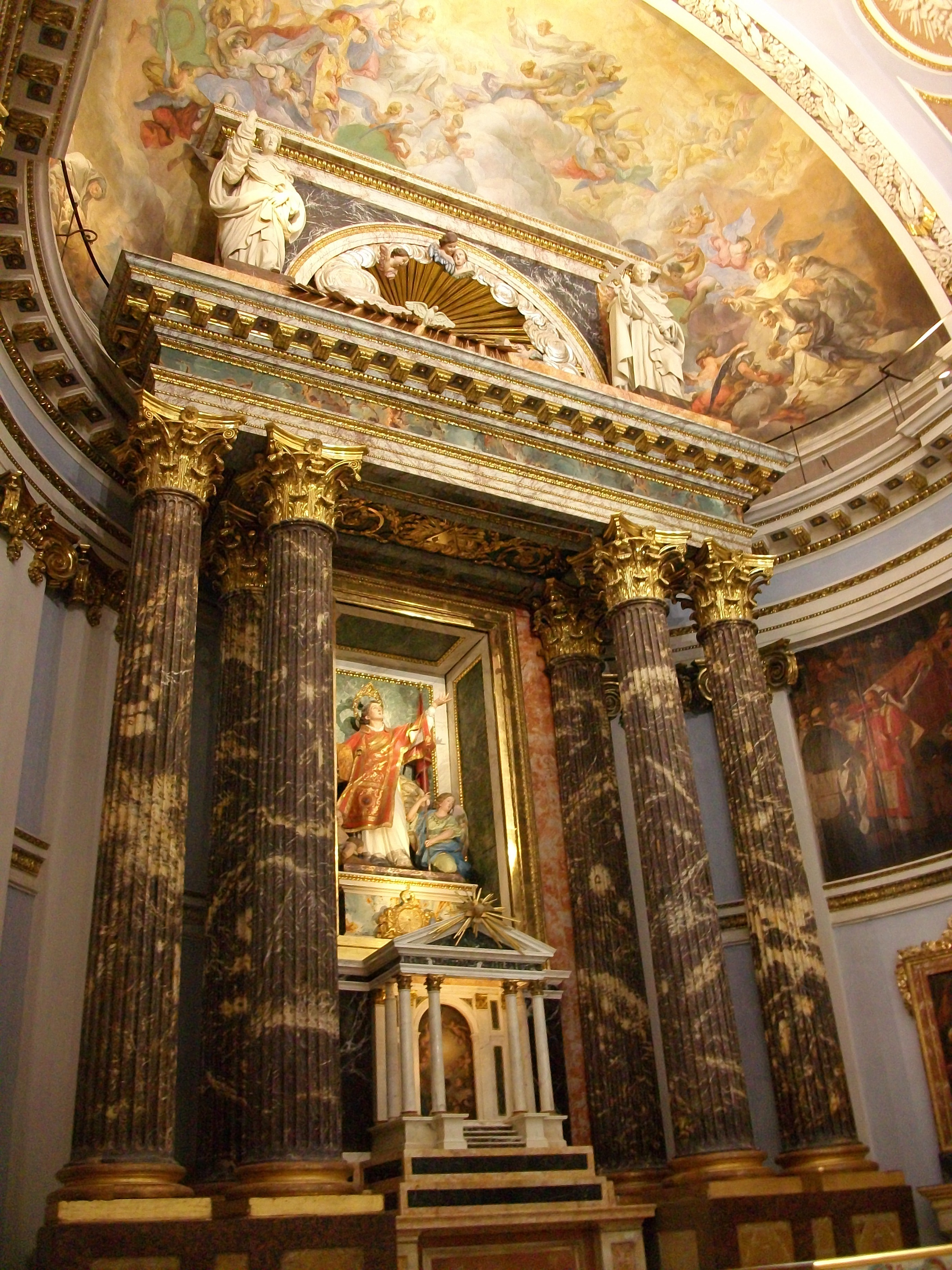
Altar neoclàssic de l'església

De la mateixa època que la capella, són les portades situades als peus del temple. Són dues portades bessones d'arc de llinda amb pilastres d'ordre dòric; no tenen massa relleu perquè el carrer és estret; al centre, hi ha un rectangle que ocupa parcialment el fris i on s'ubiquen dues piràmides als extrems que flanquegen els emblemes de la confraria dels notaris.
El campanar aprofita part de l'estructura original de l'església, i del campanar anterior queda l'escala de caragol i una part dels murs que foren envoltats pels actuals. El cos de campanes està construït de rajoles amb un joc doble de pilastres dòriques que flanquegen un arc de mig punt. El cos superior es va recréixer l'any 1755, amb el motiu del tres-cents aniversari de la canonització de sant Vicent Ferrer, i igual que el de l'església de Sant Nicolau és doble, amb contraforts foradats per arcs i remat de pinacles, i acabant en cupulí.
Les últimes reformes de Sant Esteve són del segle xix. A principis d'aquest segle, es decidí vendre el retaule major pintat per Joan de Joanes amb la vida del sant titular, pintures que Carles IV va comprar per a la seua col·lecció i que ara es troben al Museu del Prado. Amb els diners obtinguts de la venda, es pagà la remodelació del presbiteri, i fou l'autor del projecte Cristóbal Sales. Aquest, el 1800, va transformar el presbiteri amb una planta semicircular i ordenació academicista, contrastant amb la resta de l'església, cobert amb una volta de forn pintada al fresc el 1802 per Vicent López, amb una glòria de sant Esteve. L'altar major actual és obra de Manuel Blasco, 1801-1803, amb dos carells de columnes corínties a cada costat i el remat corregit pel director de l'Academia de San Fernando de Madrid, Pedro Arnal. El nínxol del centre conté una imatge del sant titular, obra de Josep Esteve Bonet, segons opinió de Tormo. De les pintures, destaquen la Visió de santa Teresa i el Martiri de sant Llorenç de Pedro Orrente, i a la part superior uns quadres atribuïts a Jeroni Jacint Espinosa o a Domingo Saura; també s'hi conserven obres de Lluís Planes i Maella.
A principi de la Guerra Civil, l'església va sofrir atacs, però menys que la resta d'esglésies valencianes; per això, conserva quasi intactes el presbiteri i la nau. Gràcies a això, també s'hi conserven obres d'art, guardades a la sagristia, com taules datades cap a la darreria del segle xv, que formarien part del primitiu retaule, d'altres relacionades amb els Macip i el cercle de Joan de Joanes, i d'altres posteriors dels cercles d'Espinosa, els March i Vicent López.